# Caloria (slak)
Caloria is een geslacht van weekdieren uit de klasse van de Gastropoda (slakken).

## Soorten
- Caloria elegans (Alder & Hancock, 1845)
- Caloria guenanti (Risbec, 1928)
- Caloria indica (Bergh, 1896)
- Caloria rosea (Bergh, 1888)